# La Borsa
La Borsa, conosciuta anche come Exchange Buildings, è un edificio del XIX secolo che si trova a La Valletta nell'isola di Malta e che ospita la Camera di commercio, dell'impresa e dell'industria di Malta.
Il sito dove sorge La Borsa era originariamente occupato da una casa appartenuta al Priorato di Castiglia. Nel 1853, la casa venne ceduta alla Camera di commercio e dell'impresa di Malta, che era stata costituita nel 1848, e venne demolita per far posto ai nuovi locali progettati dall'architetto maltese Giuseppe Bonavia.
L'edificio fu inaugurato nel marzo 1857 ed è classificato come monumento nazionale di primo grado dal Malta Environment and Planning Authority.

## Architettura
La Borsa fu progettata da Giuseppe Bonavia, progettista anche di Palazzo Ferreria in Republic Street, secondo uno stile neoclassico con un imponente colonnato simmetrico in stile ionico che contrasta con l'architettura tradizionale de La Valletta.